# ドローレス・デルガド
ドローレス・ダミアン・デルガド・ガルシア（スペイン語: Dolores Damián Delgado García, 1962年11月9日 - ）は、スペイン・マドリード出身の検察官・閣僚。2018年6月7日からペドロ・サンチェス内閣でスペインの法務大臣を務めている。政党には所属していない。

## 経歴

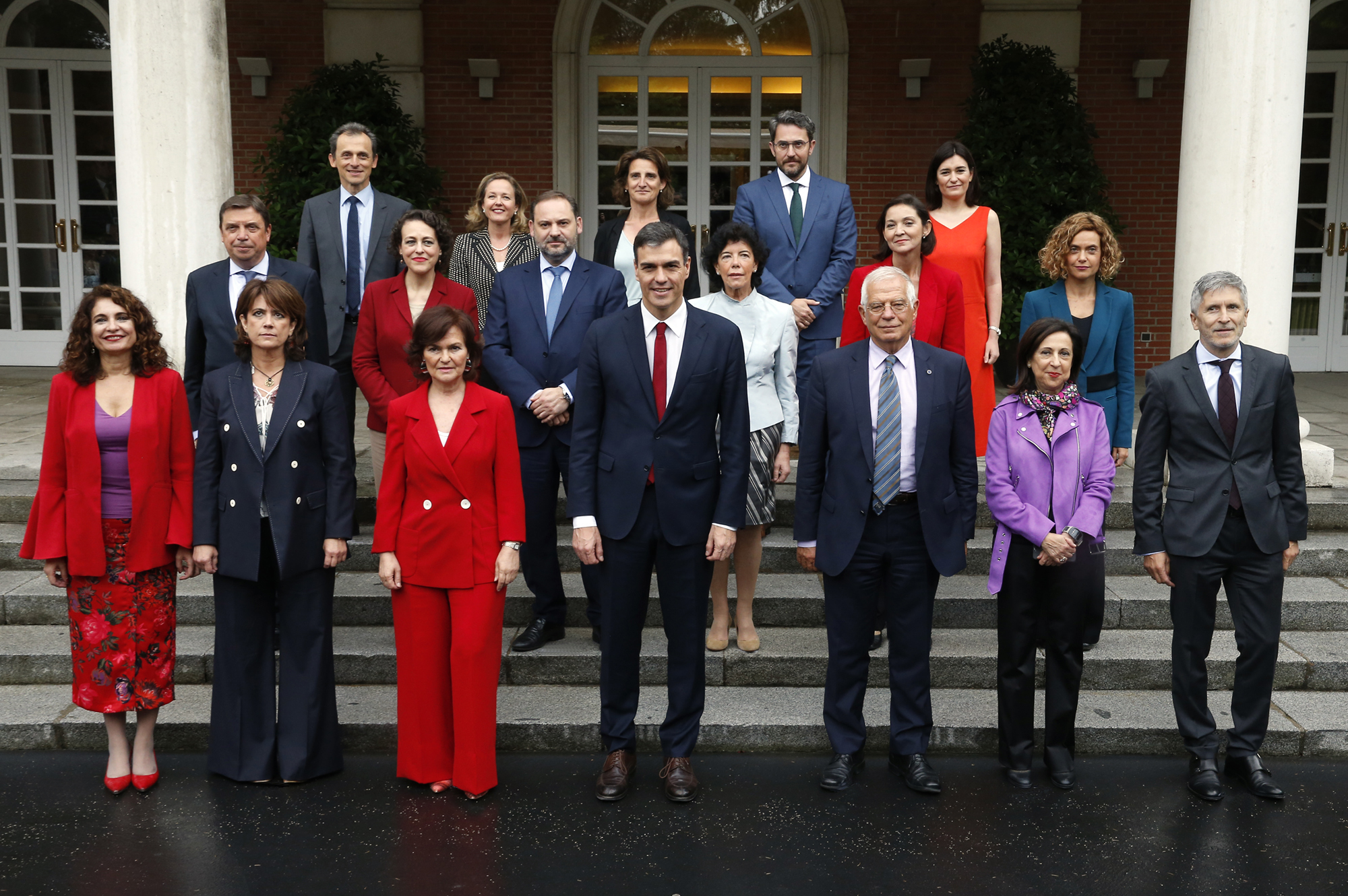
2018年6月に発足したサンチェス内閣（デルガドは前列左から2番目）

1962年11月9日にスペインの首都マドリードに生まれた。マドリード自治大学で法学の学士号を取得し、マドリード・コンプルテンセ大学でEU法の修士号を取得した。1986年に結婚し、2子を儲けている。
1989年にはスペイン検察庁に入庁し、まずはカタルーニャ高等裁判所の検察官に赴任した。やがてデルガドは特別麻薬検察庁に赴任した。1993年にはスペイン全国管区裁判所の検察官となった。いくつかの注目度の高い麻薬事件やテロ事件で検察チームを率いた。
2004年のマドリード列車爆破テロ事件後にはイスラーム教徒のテロリズムに特化した検察官となった。2006年から2007年の短期間は検察庁の広報担当者であった。2011年には国際刑事裁判所の補助検察官を務めた。2013年にはスイスリークス事件の告発者であるエルベ・ファルチアニが脱税や汚職との戦いにおいて価値ある人物であるとして、スペインに居住していたファルチアニをスイスに送還することに反対した。
2018年5月には国民党(PP)のマリアーノ・ラホイ首相の不信任案が賛成多数で可決され、後任の首相にはスペイン社会労働党(PSOE)のペドロ・サンチェスが就任した。6月7日に発足したサンチェス内閣には女性や民間出身者が多数起用され、デルガドは法務大臣に就任した。前任者はラファエル・カタラー・ポロ。